# 深津映見
深津 映見（ふかつ えみ、1976年4月16日 - ）は、日本の元AV女優。
山口県出身。血液型:A型。身長:167 cm。スリーサイズ:B89(D)・W63・H90。

## 略歴・人物
2006年頃にAVデビューした熟女系のAV女優である。
デビュー前は某航空会社の国際線スチュワーデスだったとされる。
2007年に引退。

## 出演作品

### アダルトビデオ
2006年
- 若妻の旅（7月14日、光夜蝶）
- はれんち姦姦32（7月15日、クリスタル映像）…オムニバス作品
- 未亡人 柔肌の悶え13（8月5日、クリスタル映像）…オムニバス作品
- 人妻痙攣水着人形 快楽蟻地獄15（8月11日、映天）
- この熟女いやらしい! お願い、ゆっくり全身愛して欲しいの… 漏れる吐息、溢れ出す愛液（8月31日、アテナ映像）…オムニバス作品
- スチュワーデスin... Cabin Attendant Emi(30)(脅迫スイートルーム)（9月5日、ドリームチケット）
- 人妻物語 えみ30才 初撮影 (9月6日、エイチエス映像)
- Age30 深津映見 独身 元客室乗務員 (9月7日、Woman)
- 熟妻の交尾 七ノ巻 (9月7日、KIプランニング) ※「深津理沙」名義
- スーパーGスポットSP VOL.27 (9月9日、HERMES)…オムニバス作品
- 美人妻秘書 -会社の中では別の顔…。 (9月15日、EROTICA)
- 中出しさせてくれた募集人妻 欲求不満妻 えみさん30歳 (9月24日、人妻会)
- えっ!!マジで? モザイク有り無し選べます!! 深津映見 (9月27日、エイチエス映像)
- 若妻パンスト中だし　えみさん28才 (9月27日、ケー・トライブ|K-Tribe)
- イカセマダム電マでイキまくり!! 完全版 (9月29日、おかず。)…オムニバス作品
- Age30 深津映見 独身 元客室乗務員 VOL.2 (10月5日、Woman)
- 近親妻 私、義父に中出しされて義兄にも犯されました (10月10日、人妻.com)
- 新・母子相姦遊戯 蔵の中の私11 (10月11日、SUPER BREAK)
- 生姦を求める熟人妻01 (10月18日、なでしこわーくす)
- 中出しされた人妻たち 第2章 (10月19日、ミスター・インパクト)…オムニバス作品
- 大洪水警報 びっちょまんSP (10月20日、MMC)…オムニバス作品
- AV女優が本気で結婚相手を募集しています (10月25日、望月六郎)…オムニバス作品 ※「山田陽子」名義
- 美人教師 暴行現場28 (10月28日、マニアック)…オムニバス作品
- Age30 深津映見 独身 元客室乗務員 VOL.3 (11月4日、Woman)
- ハジメテのAV (11月12日、LIGHTMOUTH & BROS.)
- 痴女 深津映見 (11月16日、ナチュラルハイ)
- イカセ デジタルモザイク 完全版 (11月17日、Nadeshiko)
- 野外プレイ 3時間スペシャル6 (11月17日、MMC)…オムニバス作品
- 抜きまくる人妻たち 美しい人妻30人のフェラ&手こき (11月19日、ミスター・インパクト)…オムニバス作品
- 艶女 深津映見 (11月21日、ARIST)
- 奥様欲情日記 ねぇいっぱい見てッ お願い吸って～! (11月21日、アテナ映像)…オムニバス作品
- 華麗なるセレブのSEXって、どんなんだろう? (11月24日、新戦組)
- 人妻なぶる file-5 (11月25日、K-Tribe)
- ’06-’07 BEST HIT DREAM*TICKET 4時間 (12月5日、ドリームチケット)…オムニバス作品
- 熟道 55title 総集編 第4巻 (12月6日、熟道)…総集編
- オナニスト -第15章- (12月10日、隼)…オムニバス作品
- お姉さま画報 [第2号] (12月13日、溜池ゴロー)
- なでしこ デジタルモザイク 完全版 (12月22日、Nadeshiko)

2007年
- Age30 深津映見 独身 元客室乗務員 VOL.4 (1月5日、Woman)
- 女教師映見 (1月13日、溜池ゴロー)
- ハイビジョン長身美熟女 (1月19日、Nadeshiko)
- 女教師痴漢バス (1月26日、Dynamo)
- 私の理想のsex (1月20日、安達有里)…オムニバス作品
- 友達のお母さんは綺麗2 (1月26日、梶)…オムニバス作品
- Age30 深津映見 独身 元客室乗務員 VOL.5 (2月8日、Woman)
- こだわりの手コキ 4時間SP 3 40人のハンドメイド (2月10日、隼)…オムニバス作品
- 美人教師狩り7 (2月16日、MMC)…オムニバス作品
- 元客室乗務員! 深津映見30歳のすごいSEX (2月23日、新戦組)
- 最高の義母に中出し 深津映見 (2月24日、電撃)…オムニバス作品
- 愛しのミセス女教師 (2月25日、Madonna)
- Age30 深津映見 独身 元客室乗務員 VOL.6 (3月8日、Woman)
- 新基準モザイク BIGMORKAL HISTORY ERO BEST NEO 8時間 (3月9日、ビッグモーカル)…総集編
- 極上セレブウーマン 深津映見30歳 (3月23日、Be Cool)
- スーパーGスポットXXX VOL.15 (3月23日、MMC)…オムニバス作品
- Age30 深津映見 独身 元客室乗務員 VOL.7 引退 (4月5日、Woman)
- 深津映見 総集編 完全版 (4月20日、Nadeshiko)
- 昼下がりの妻凌辱濃厚中出し 03 えみ(07年6月5日、武尊)
- フェラベスト30連発 (7月13日、溜池ゴロー)…オムニバス作品
- 中出しCOLLECTION4時間!人妻編 (7月19日、ミスター・インパクト)…オムニバス作品
- 義理姉妹 ～美しき女たちの秘めた欲望～ (7月25日、Madonna)
- 女教師ベスト (8月13日、溜池ゴロー)…総集編
- 愛しのミセス女教師総集編4時間 (8月25日、Madonna)…総集編
- 和服妻の淫行　えみ (8月25日、村雨城)
- 実録母子情交 三十路母 第3巻 (9月5日、MIX)…オムニバス作品
- 男殺しセレブ地獄 (9月18日、Nadeshiko)…オムニバス作品
- Woman 1st Anniversary Woman 1周年メモリアルベストセレクション (9月20日、Woman)…総集編
- Woman 1st Anniversary 専属ウーマンベストセレクション (9月20日、Woman)…総集編
- 未亡人7 隠しても淫臭が溢れちゃう (10月13日、BLACK)…オムニバス作品
- 昼下がりの犯され妻 10人の奴隷妻8 (11月10日、隼)…オムニバス作品
- 友達のお母さんに筆下ろしされた僕 (11月20日、梶)…オムニバス作品
- 東京セレブ07 (11月21日、Carnival)…オムニバス作品
- 熟女妻・鬼畜射精 (12月26日、KIプランニング)　※「沢田絵美」名義

2008年
- 極選4時間 はれんち姦姦 (1月25日、CRYSTAL EX)…オムニバス作品
- 三十路の義母 息子喰い (2月23日、電撃)…オムニバス作品
- フェラ4時間 4時間まるごとフェラ！(3月19日、ミスターインパクト)…オムニバス作品
- 人妻痙攣水着人形スペシャル 読者モデル編(5月2日、映天)…オムニバス作品
- 未亡人よがり泣きスペシャル（5月5日、ステージメディア）…オムニバス作品
- 昼下がりの妻たち6人 凌辱濃厚中出し総集編 VOL.01 (8月24日、武尊)…オムニバス作品
- 熟女レイプ集 (9月10日、グローバルメディアエンターテイメント）…オムニバス作品
- 人妻マニア480 (11月19日、ミスター・インパクト)…オムニバス作品
- 肉弾!複数プレー8時間 (12月1日、溜池ゴロー)…オムニバス作品
- 働く美熟女の色香ベスト (12月1日、溜池ゴロー)…オムニバス作品

2009年
- 義母交尾 中出しスペシャル4時間(1月23日、電撃)…オムニバス作品
- 9人の美人妻 Hi-Quality BEST（ブルーレイディスク）(1月30日、Nadeshiko)…オムニバス作品
- イラマチオin… [脅迫スイートルーム] 4時間 インテリ・ドMレディ×20人(2月5日、ドリームチケット)…オムニバス作品
- 男にまたがる24人の美熟女たち 騎乗位4時間 (3月1日、溜池ゴロー)…オムニバス作品
- 人妻8時間 III (4月15日、隼エージェンシー)…オムニバス作品
- 世界初!ハンズフリーオナニーvol.4(4月30日、エイチエス映像)…オムニバス作品
- 美熟女100人8時間! (7月13日、溜池ゴロー)…オムニバス作品
- 筆下ろし!スクリーン越しでしか見たことのないような綺麗なお姉さんに!初めての女性の身体の中のヌルヌル感!!4時間(12月25日、ビッグモーカル)…オムニバス作品

2010年
- 女教師24人4時間(4月16日、メディアバンク)…オムニバス作品
- 美熟女50人8時間 〜密室濃厚セックス編〜(5月13日、溜池ゴロー)…オムニバス作品
- 野外プレイ8時間50連発！！(10月22日、クリスタル映像)…オムニバス作品
- スチュワーデスin… ［脅迫スイートルーム］ 朝まで密室調教性交 4時間(12月2日、ドリームチケット)…オムニバス作品

2011年
- レイプ百選8時間DX 3(1月28日、クリスタル映像)…オムニバス作品
- 溜池ゴロー五周年記念 大総集編 8時間 上巻(2月13日、溜池ゴロー)…オムニバス作品

### イメージDVD
- ripe woman／emi fukatsu（2006年12月22日、ripe）